# Robot chirurgiczny da Vinci

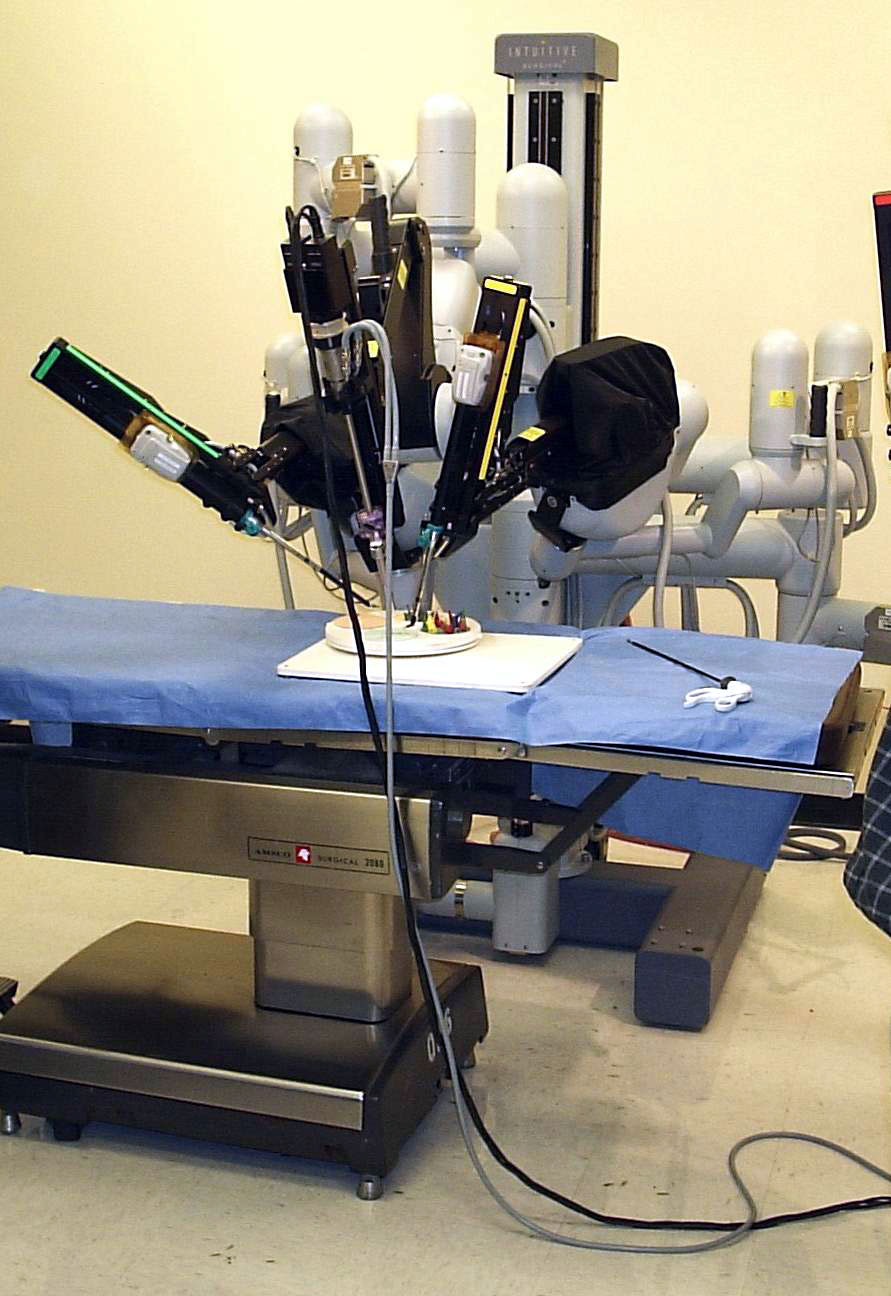
Robot chirurgiczny da Vinci – część po stronie pacjenta

Robot chirurgiczny da Vinci – robot medyczny zbudowany przez amerykańską firmę Intuitive Surgical. Został zaprojektowany w celu ułatwienia wykonywania skomplikowanych zabiegów chirurgicznych metodą małoinwazyjną. Znajduje zastosowanie w różnych dziedzinach chirurgii, zwłaszcza w zabiegach ginekologicznych, urologicznych oraz kardiologicznych. 
Urządzenie składa się z trzech części: konsoli chirurgicznej przy której chirurg steruje pracą robota, wózka wizyjnego zapewniającego obrazowanie 3D w jakości HD z możliwością modulowania głębi obrazu pola operacyjnego (10 krotne powiększenie optyczne i 2 lub 4 krotne powiększenie cyfrowe które daje operatorowi zdolność rozróżniania warstw struktur anatomicznych i odległości pomiędzy nimi) oraz robota właściwego, mającego cztery ramiona ramion. Roboty da Vinci są używane w szpitalach na całym świecie. Do 2022 przeprowadzono przy jego pomocy ponad 12 mln operacji, najczęściej histerektomii oraz prostatektomii (usunięcia prostaty). Zainstalowanych jest ponad 7,5 tys. systemów chirurgicznych da Vinci w 70 krajach, a ok. 60 tys. chirurgów zostało przeszkolonych do pracy z wykorzystaniem tego robota. Obecnie sprzedawane są roboty 4 generacji.
Da Vinci pojawił się na rynku w 1999. Nazwa pochodzi od nazwiska Leonardo da Vinci.

## Historia

### Powstanie robota
Na początku lat 90. XX wieku przeprowadzano pierwsze badania nad wykorzystaniem osiągnięć robotyki w warunkach szpitalnych. Powstały wtedy pierwsze prototypy AESOP i ZEUS. Szczególne zainteresowanie budził pomysł zastosowania zdalnej chirurgii na polu bitwy, dlatego w projekt finansowania badań nad tą technologią zaangażowała się amerykańska Agencja Zaawansowanych Projektów Badawczych w Dziedzinie Obronności. Wsparcie otrzymały: Instytut Badawczy Stanforda oraz laboratorium sztucznej inteligencji Instytutu Technicznego Massachusetts. Wizja militarnego wykorzystania robotów chirurgicznych polegała na możliwości udzielenia natychmiastowej, zdalnej pomocy medycznej żołnierzom, bezpośrednio na linii frontu, pod kontrolą chirurgów znajdujących się w bezpiecznych lokalizacjach. 
W 1995, w efekcie coraz dojrzalszych projektów, utworzono firmę Intuitive Surgical Devices, która najpierw zakupiła technologię od Instytutu Badawczego Stanforda, a następnie zaczęła zatrudniać doświadczonych specjalistów z dziedziny robotów medycznych między innymi z Instytutu Technicznego Massachusetts oraz IBM. W ciągu 3 lat od momentu sformowania zespołu (w 1996) powstały trzy generacje prototypów zdolnych do pierwszych prób na zwierzętach oraz ludziach. W 1999 produkt o nazwie Da Vinci Surgical System wszedł na rynek europejski. W pierwszej ofercie publicznej, w czerwcu 2000, firma Intuitive Surgical osiągnęła zysk w wysokości 46 milionów dolarów, a miesiąc później robot chirurgiczny da Vinci otrzymał pozwolenie od amerykańskiej Agencji Żywności i Leków na wykorzystanie w chirurgii ogólnej. Kolejne pozwolenia w 2001 dotyczyły zabiegów prostatektomii radykalnej oraz wideotorakoskopii.

### ZEUS a da Vinci
W 2000 roku firma Intuitive Surgical została pozwana przez firmę Computer Motion, produkującą konkurencyjnego robota o nazwie ZEUS, o naruszenie patentów. Celem projektu ZEUS-a było dostarczenie urządzenia zdolnego do przeprowadzenia operacji laparoskopowych z wyższą od ludzkiej precyzją. Podejście twórców robota da Vinci było inne. Robot miał umożliwić przeprowadzenie tradycyjnej operacji ze wszystkimi zaletami płynącymi z podejścia małoinwazyjnego. Z tego względu początkowo robota ZEUS wykorzystywano w laparoskopii, zaś da Vinci w tradycyjnych zabiegach. Z czasem jednak ZEUS stawał się coraz bardziej podobny do da Vinci pod względem technicznym.  W 2003 doszło do połączenia firm Computer Motion oraz Intuitive Surgical, co zakończyło okres prawnej batalii o patenty. Stopniowo zaczęto wycofywać z rynku robota ZEUS, na rzecz jednego rozwiązania – da Vinci.

## Budowa
Robot chirurgiczny da Vinci jest urządzeniem typu master–slave, gdzie część sterowniczą (master) stanowi konsola z interfejsem użytkownika, część wykonawczą (slave) zaś robot o czterech interaktywnych ramionach, posiadających siedem stopni swobody. Da Vinci oparty jest na czterech głównych komponentach, do których poza konsolą chirurga oraz robotem właściwym po stronie pacjenta należą również narzędzia chirurgiczne EndoWrist oraz układ obrazowania trójwymiarowego.

### Konsola chirurgiczna
Konsola sterownicza może znajdować się w dowolnej odległości od pacjenta o ile pozwalają na to parametry łącza telekomunikacyjnego. Jest ona w pełni przystosowana do przeprowadzania teleoperacji. Chirurg wykonujący zabieg siedzi przy stanowisku, które złożone jest z urządzenia wizyjnego oraz narzędzi sterujących. Obraz ciała pacjenta podczas operacji otrzymywany jest poprzez specjalny wizjer (mikroskop stereoskopowy), zdolny do wyświetlania w trzech wymiarach. Manipulatory konsoli umieszczone są, na wysokości rąk lekarza, tak aby sterowanie robotem przypominało operowanie narzędziami chirurgicznymi.

### Robot chirurgiczny
Robot da Vinci składa się z czterech ramion robotycznych, mających bezpośredni kontakt z pacjentem. Trzy ramiona wyposażone są w narzędzia chirurgiczne EndoWrist. Dwa z nich reprezentują prawą i lewą rękę chirurga, trzecie stanowi uzupełnienie, pozwalające na zwiększenie wydajności i możliwości robota. Istnieją także wersje o trzech ramionach, z których dwa mają narzędzia chirurgiczne. Ostatnie ramię służy do sterowania kamerą endoskopową w ciele pacjenta, eliminując tym samym konieczność obecności na sali operacyjnej dodatkowego asystenta, odpowiedzialnego za trzymanie kamery. Niewielkie rozmiary ramion pozwalają na przeprowadzanie operacji przy minimalnym nacięciu ciała pacjenta (1–2 cm), co zmniejsza ryzyko uszkodzenia tkanek.

### Narzędzia EndoWrist
Chirurg w czasie trwania zabiegu ma do dyspozycji zestaw narzędzi chirurgicznych w opatentowanej technice EndoWrist. Narzędzia te zostały tak zaprojektowane, by naśladowały zręczność ludzkiej dłoni oraz nadgarstka. Mają siedem stopni swobody, potrafią także zginać się pod kątem 90 stopni. Każde z nich wykonuje specyficzne czynności, w tym zaciskanie, zakładanie szwów oraz manipulację tkankami. Odznaczają się łatwą wymienialnością podczas operacji, dzięki specjalnym dźwigniom przy ramionach robota. Urządzenie wyposażone jest także w układ redukcji efektu drżenia rąk oraz kompensacji gwałtownych ruchów chirurga. Narzędzia sterowane są za pomocą konsoli chirurgicznej – odpowiednie ruchy dłoni, kciuków oraz nadgarstków (z możliwością skalowania zakresu ruchu) zamieniane są na precyzyjne ruchy ramion robota oraz narzędzi chirurgicznych.

### Układ wizyjny 3D
Układ wizyjny robota da Vinci wyposażony jest w kamery dostarczające trójwymiarowy obraz ciała pacjenta o wysokiej jakości oraz sprzęt do jego przetwarzania. Generowany przez endoskopy obraz jest uwydatniany oraz optymalizowany przy użyciu odpowiednich filtrów, niwelujących wszelkie szumy i zakłócenia. Wrażenie trójwymiarowości zapewniają dwie kamery, z których zsynchronizowane obrazy są na siebie nakładane, a następnie przekazywane do binokularu konsoli sterującej, gdzie prawe oko chirurga postrzega obraz z prawej kamery, zaś lewe odpowiednio z lewej. Przy pomocy konsoli istnieje możliwość zmiany parametrów obrazu (kontrastu, powiększenia).

## Zastosowanie
Robot chirurgiczny da Vinci stosowany jest w szpitalach na całym świecie do przeprowadzania zabiegów małoinwazyjnych, gdzie wymagana jest wysoka precyzja. Użycie skutkuje krótkim okresem rekonwalescencji po operacji, mniejszą utratę krwi oraz mniejsze prawdopodobieństwo komplikacji. Używany jest w następujących dziedzinach i zabiegach, łącznie wykonywanych jest ponad 170 rodzajów procedur:
- kardiochirurgii: naprawa zastawki dwudzielnej, rewaskularyzacja wieńcowa
- proktologii: kolektomia, niska przednia resekcja
- chirurgii ogólnej: leczenie chorób pęcherzyka żółciowego, achalazji przełyku, otyłości
- ginekologii: histerektomia, miomektomia, sakrokolpopeksja
- urologii: prostatektomia, cystektomia, częściowa nefrektomia.

## Wady
Wadą robota da Vinci w porównaniu do tradycyjnych metod jest wysoki koszt zakupu urządzenia wynoszący co najmniej 1 milion dolarów amerykańskich oraz wysokie koszty utrzymania urządzenia. Z tego względu niewiele szpitali w skali całego świata jest wyposażonych w tego typu robota chirurgicznego. Także rozwój umiejętności obsługi i sterowania robotem w stopniu zadowalającym jest czasochłonny i wymaga dużych nakładów finansowych. Robot da Vinci nie został również wyposażony w technologię haptyczną. Chirurg wykonujący działania operacyjne nie ma możliwości otrzymania sprzężenia zwrotnego od ciała pacjenta lub narzędzi chirurgicznych. Musi polegać wyłącznie na obrazie wizualnym, co zmniejsza efektywność i może prowadzić do popełniania błędów. 

## Teleoperacje
Robot da Vinci ma możliwość wykonywania zabiegów telechirurgicznych. W marcu 2005 doszło do pierwszej prezentacji tej techniki przy użyciu robota firmy Intuitive Surgical. Konsola sterowania zlokalizowana była w laboratoriach Uniwersytetu w Cincinnati (Ohio), a robot właściwy wykonywał działania chirurgiczne w laboratoriach Intuitive Surgical w Sunnyvale (Kalifornia). Zabieg nefrektomii przeprowadzony został na uśpionej świni, przy użyciu niespecjalizowanego połączenia internetowego. Ten sam zabieg powtórzono w kwietniu 2005 między Denver a Sunnyvale. Poza pierwszą teleoperacją za pomocą robota da Vinci, była to również pierwsza teleoperacja, w której jednocześnie działania chirurgiczne wykonywało dwóch lekarzy (jedna konsola była zdalna, druga znajdowała się po stronie pacjenta). Z wyników tych eksperymentów skorzystano podczas rozwoju kolejnych wersji robota da Vinci.

## Kontrowersje
Na początku 2013 amerykańska Agencja Żywności i Leków rozpoczęła postępowanie wyjaśniające z udziałem chirurgów wykonujących zabiegi przy pomocy robota da Vinci. Stało się to w wyniku zwiększonej liczby zgłoszeń na temat problemów podczas przeprowadzania tego typu operacji, których efektem były komplikacje, okaleczenia lub nawet śmierć pacjentów. Raporty składane od początku 2013 wskazywały na wiele nieprawidłowości, w tym podczas operacji kobiety, która zmarła wskutek przypadkowego przecięcia przez chirurga naczynia krwionośnego podczas zabiegu histerektomii, lub zabiegu chirurgicznego śledziony z 2007, podczas którego doszło do przebicia części jelit pacjenta, czego konsekwencją było śmiertelne zakażenie. Operujący wówczas chirurg pierwszy raz wykonywał zabieg na człowieku przy pomocy da Vinci. Zdarzały się także problemy z samym robotem, w tym brak możliwości otwarcia chwytaka narzędzi chirurgicznych, które podtrzymywały tkankę podczas chirurgii jelita grubego, lub uderzenie w twarz pacjentki przez ramię robota podczas histerektomii. Przypadki te wywołały serię oskarżeń wobec firmy Intuitive Surgical oraz kontrowersje wokół jakości i skuteczności robota da Vinci.

## Dystrybucja
W 2015 r. na świecie funkcjonowało ok. 3500 robotów da Vinci, z tego 2344 w USA, 215 w Japonii, 90 we Francji, 84 we Włoszech, 77 w Niemczech, 55 w Wielkiej Brytanii, 53 w Korei Płd., 46 w Chinach, 35 w Indiach, 34 w Turcji i Belgii oraz 25 w Kanadzie. Natomiast w 2022 r. było ich 6749 z czego w USA 4139, w Europie 1199, w Azji 1050, a w pozostałych częściach świata 342.
W Polsce pierwsze dwa egzemplarze pojawiły się w Wojewódzkim Szpitalu Specjalistycznym we Wrocławiu oraz w Specjalistycznym Szpitalu Miejskim im. Mikołaja Kopernika w Toruniu. Pod koniec 2018 roku system da Vinci za 14 milionów zł zakupiło Wielkopolskie Centrum Onkologii w Poznaniu. Robota zamówił również Wojewódzki Szpitala im. Jędrzeja Śniadeckiego w Białymstoku. W III kwartale 2022 r. w Polsce działało 19 ośrodków wykorzystujących robota da Vinci.

## Kalendarium
- 1999 – wejście robota chirurgicznego da Vinci na rynek
- 2003 – zmniejszenie średnicy instrumentów chirurgicznych (z 8 do 5mm), dodanie czwartego ramienia oraz interfejsu odpowiedzialnego za jego obsługę, zwiększenie liczby kompatybilnych narzędzi chirurgicznych z 6 do ponad 50
- 2006 – wejście na rynek wersji „S” robota. Zmniejszono czas uruchamiania o połowę, zmniejszono wielkość i wagę ramion robota oraz udoskonalono procedurę ich produkcji i serwisowania, zwiększając jednocześnie zakres ruchu. Wprowadzono standard WXGA o wysokiej jakości obrazu (rozdzielczość 1280 × 768, jakość zbliżona do 720p), wyświetlacze dotykowe po stronie pacjenta oraz ulepszono architekturę dla większej niezawodności, szybszego, przyszłego rozwoju i odporności na błędy.
- 2009 – wejście na rynek da Vinci „Si”, w którym skupiono się na dopracowaniu platformy oraz zaspokojeniu potrzeb dojrzewającego rynku. Konsola chirurga otrzymała większe możliwości regulacji w zakresie ergonomii, a także wyższej rozdzielczości monitory 3D (SXGA) i uproszczony interfejs użytkownika. Układ wizyjny został wyposażony w wyższej rozdzielczości ekrany dotykowe (WXGA+, 1440 × 900), a także łatwiejsze ustawienia. Da Vinci zyskał także możliwość operowania jednym robotem za pomocą dwóch konsol sterowniczych.
- 2014 – wejście na rynek da Vinci „Xi”, w którym wprowadzono w późniejszych latach zintegrowany ruch stołu, rozszerzono portfolio narzędzi[14].